# 日落黄昏时
《日落黄昏时》是一款由Interior Night开发并由Xbox Game Studios发行的互动叙事冒险游戏。该游戏于2022年7月19日正式发布，适用于Microsoft Windows和Xbox系列平台。

## 游戏背景
《日落黄昏时》讲述了一个跨越三十年的故事，玩家将体验两代家庭之间的复杂关系和冲突。游戏的剧情以1998年亚利桑那州的Two Rock County为起点，围绕一次意外的劫持事件展开。玩家在游戏中做出的选择将会影响故事的发展和结局。

## 游戏玩法
《日落黄昏时》采用了互动电影的形式，玩家需要通过对话选项和关键决策来推动剧情进展。游戏具有独特的视觉风格，结合了真人演员的表演和手绘艺术效果，营造出一种独特的叙事体验。
游戏支持单人模式和多人模式，最多可支持八名玩家共同参与，通过本地合作或在线模式进行游戏。在多人模式中，玩家可以通过投票的方式来决定每个关键时刻的选择。

## 人物介绍

### Vince Walker
Vince Walker 曾是一个无忧无虑的飞机维修工，过着平静的生活。然而，一场突如其来的工作事故使他失去了他的职业。在遭到不公正的解雇后，他的自信心受到了重创，也使得他的婚姻摇摇欲坠。如今，面对着无法预见的职业转型与家庭的巨大压力，Vince 的内心世界逐渐崩塌。在重新遇见那个在他年幼时离开他的父亲后，Vince 感到自己的人生已经彻底颠覆。然而，真正的考验才刚刚开始。

### Zoe Walker
十四年前，年幼的 Zoe Walker 在一场暴力的劫持事件中侥幸生还。这段可怕的经历给她留下了深深的心理创伤，影响了她成长为坚韧而果敢的年轻女性。尽管她努力试图摆脱童年的阴影，但那些恐怖的回忆依然如影随形。唯一能使她感到安慰的人是她的祖父 Jim，他深知与自己内心作斗争的痛苦。Zoe 渴望将痛苦的过去抛之脑后，但命运似乎还没有准备放过她，旧日的创伤再次浮现。

### Jim Walker
Jim Walker 是 Vince 的父亲，也是 Zoe 的祖父。Jim 在年轻时曾离开家庭，这一举动对 Vince 造成了深远的影响。如今，Jim 年事已高，正与痴呆症作斗争，他的记忆逐渐模糊不清。尽管如此，他仍是 Zoe 生命中最亲近的人，深知与自己心灵搏斗的痛苦。Jim 的回归不仅揭开了家族中的伤痕，也引发了更多隐藏的矛盾和冲突。

### Jay Holt
Jay Holt 是一个心地善良的少年，内心充满了对自然世界的热爱。他经常躲进森林，以逃避家庭中的种种纷扰。然而，他在一场盗窃事件中被迫卷入，事情很快失控，Jay 发现自己陷入了一场无尽的噩梦。面对家族的重重压力与道德的抉择，Jay 不得不在危险与责任之间做出艰难的抉择，寻找逃离命运的出口。

### Tyler Holt
Tyler Holt 是 Dale 和 Jay 的哥哥，也是 Holt 家族的长子。他性格坚毅，充满了保护家庭的责任感。Tyler 一直扮演着家族的领袖角色，努力维持家庭的平衡。然而，当一场错误的盗窃计划导致灾难性的后果时，Tyler 必须应对自己内心的恐惧和道德的考验，同时承受家族裂痕的压力。

### Sharon Holt
Sharon Holt 是 Tyler、Dale 和 Jay 的母亲，一个聪明且富有魅力的女性。她深知如何在危机中保持冷静，并竭尽全力保护她的孩子们。然而，Sharon 自身也背负着复杂的过往，她的决定往往带来难以预料的后果。当家庭陷入深渊时，Sharon 的力量和她所做的选择将成为故事的关键。

### Michelle Walker
Michelle Walker 是 Vince 的妻子，也是 Zoe 的母亲。她是一位强大的女性，努力保持家庭的稳定，尽管面临重重困难。在 Vince 失业后，Michelle 成为家庭的支柱，但她也承受着巨大的压力和内心的挣扎。她对家庭的深情和责任感推动着她前行，但她也必须面对自己内心的恐惧和不确定性。

### Vanessa Dorland
Vanessa Dorland 是一个叛逆且聪慧的少女，她与 Jay Holt 在故事的发展中产生了情感联系。Vanessa 来自一个严格的家庭，她对家庭的期望和控制感到压抑，因此她寻求逃离和自由。Vanessa 的出现为 Jay 带来了安慰和支持，但她也因此卷入了 Holt 家族的危机。她与 Jay 的关系在这段充满危险与不确定性的旅程中起到了关键作用。

### Dale Holt
Dale Holt 是 Jay 的哥哥，也是 Holt 家族中性格最为激烈和冲动的人物。他容易被愤怒和挫败感驱使，往往做出极端的决定。Dale 深受家庭环境的影响，对家族有着强烈的忠诚心，但他的冲动行为经常导致灾难性的后果。在故事中，Dale 的行动不仅影响着自己的命运，也对整个家族的未来产生了深远的影响。

### Joyce
Joyce 是劫持事件中的一位人质，她在事件中扮演着复杂的角色。她是一个坚强而独立的女性，尽管身处困境，她依然努力保持冷静并试图保护自己和其他人质。在劫持事件的发展过程中，Joyce 的勇敢和坚韧成为了故事中不可忽视的一部分。

### Bruce
Bruce 是 Michelle Walker 的同事兼朋友，他在 Vince 失业后成为了 Michelle 的情感支柱。Bruce 对 Michelle 有着深厚的感情，并在她需要帮助时提供支持。然而，他的出现也加剧了 Michelle 与 Vince 之间的紧张关系，并对他们的婚姻产生了深远的影响。

### Paul
Paul 是 Sharon Holt 的老朋友，也是 Holt 家族犯罪计划中的一个重要角色。他在故事中扮演着双重角色，一方面他与 Sharon 有着复杂的关系，另一方面他也试图在危机中保护自己。Paul 的行动和决定对故事的走向起到了重要作用，他在关键时刻的选择对 Holt 家族和其他角色的命运产生了深远的影响。

## 开发与发行
《日落黄昏时》由Interior Night开发，这是一家由前Quantic Dream高级设计师Caroline Marchal创立的游戏工作室。Interior Night致力于创造情感丰富、故事驱动的互动游戏。该游戏于2020年的Xbox Games Showcase首次亮相，并在2022年7月19日正式发布。

## 反响与评价
《日落黄昏时》发布后获得了普遍好评，评论家们称赞其深刻的叙事、引人入胜的角色和独特的艺术风格。然而，也有一些评论指出游戏的互动性较低，某些玩家可能会觉得缺乏挑战性。